# Flaga Danii

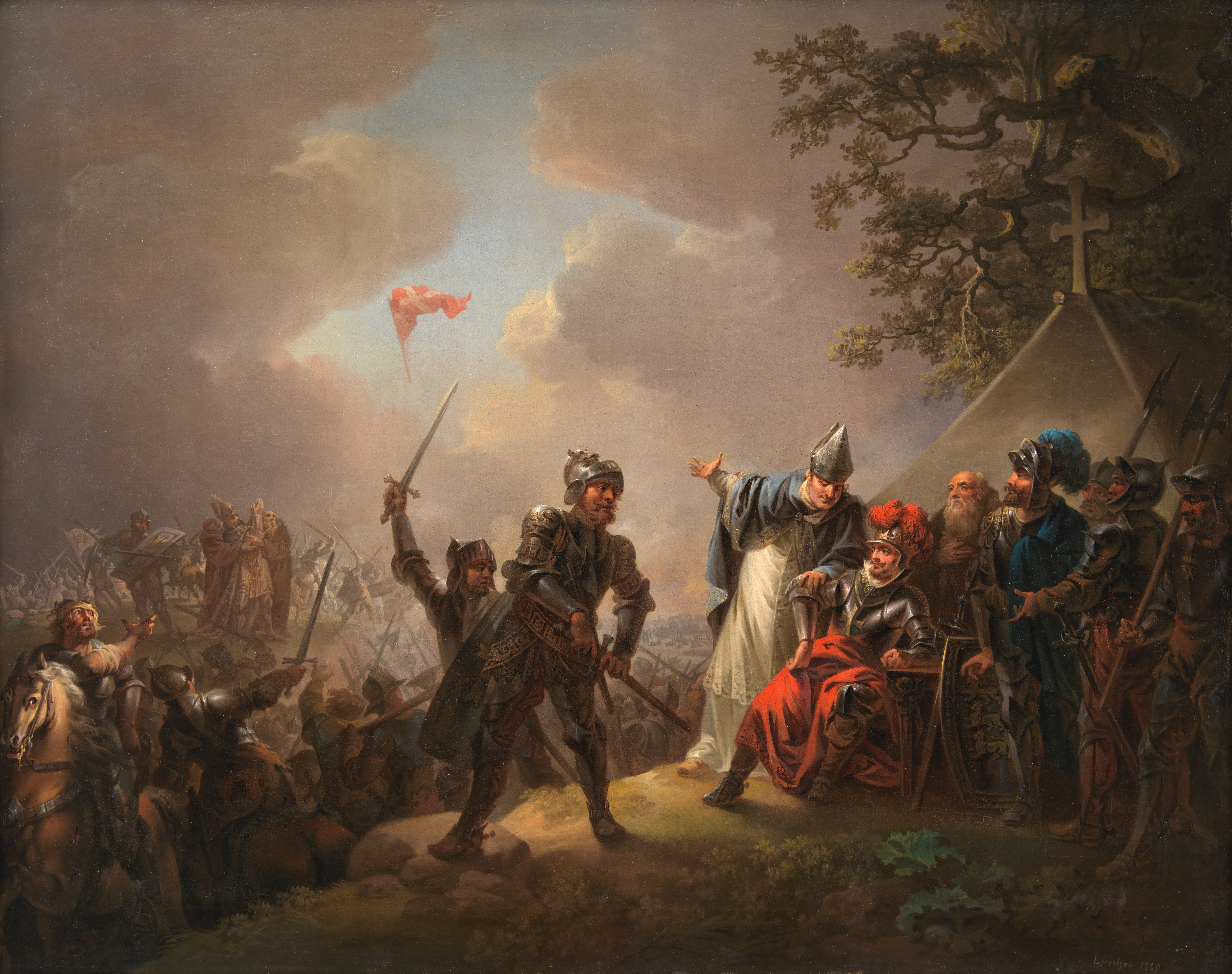
Obraz Christiana Augusta Lorentzena Bitwa pod Lyndanisse

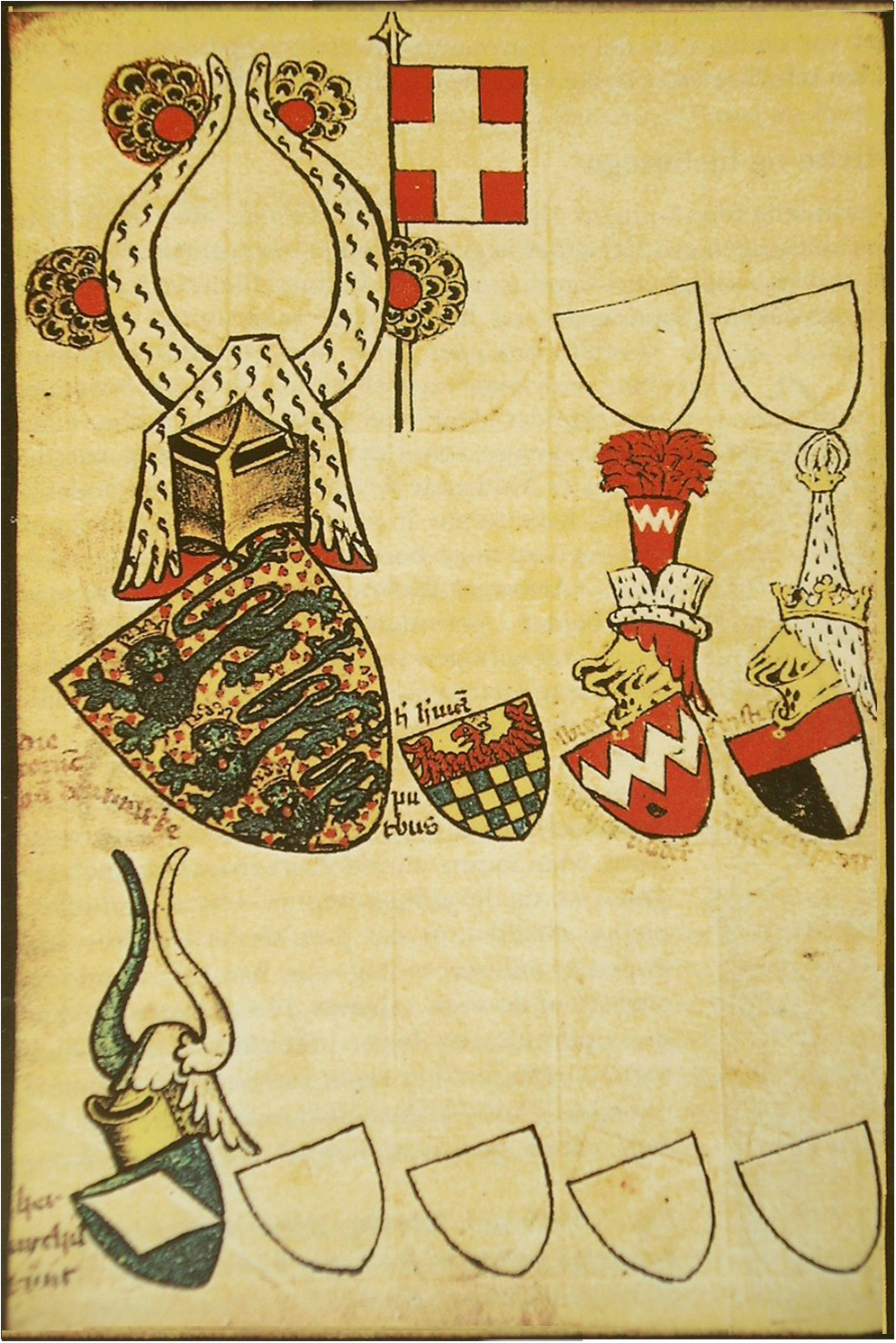
Karta 55v z Herbarza Geldrii (koniec XIV w.) z najstarszym znanym kolorowym wizerunkiem Dannebrog.

Flaga Danii lub Dannebrog – jeden z symboli państwowych Królestwa Danii.

## Wygląd
Flaga Danii to czerwony prostokąt z białym krzyżem skandynawskim.

## Historia
Jest ona jedną z najstarszych nieprzerwanie używanych flag suwerennych państw na świecie. Jej początki datuje się na pierwszą połowę XIII wieku. 
Istnieje wiele teorii na temat jej pochodzenia. Najbardziej znana wiąże ją z bitwą pod Lyndanisse (niedaleko dzisiejszego Tallinna), która miała miejsce 15 czerwca 1219 w czasie krucjaty liwońskiej duńskiego króla Waldemara II do Estonii. Wówczas miała być użyta po raz pierwszy. Według legendy flaga miała ukazać się na niebie Waldemarowi II, a w krytycznym momencie spaść z nieba w ręce modlącego się arcybiskupa duńskiego. Inna teoria głosi, że użyto jej dopiero na pogrzebie Waldemara II w 1241 roku.
Pierwsze oficjalne wzmianki o Dannebrog pochodzą z XIV wieku, jednak dowody wskazują na to, że Dania nie była jedynym państwem używającego takiego wzoru. Wiele terytoriów wchodzących w skład I Rzeszy (np. Sabaudia lub Szwajcaria) posiadało podobne symbole. Flaga zawierająca biały krzyż na czerwonym tle była także flagą wojenną samego Cesarstwa. Historycy łączą ją również z chorągwiami krzyżowców. Takiej samej bandery używali Zakon Maltański (joannici) oraz wyruszający na krucjaty niemieccy rycerze. Jest jednym z wariantów często używanej w średniowieczu chorągwi z krzyżem św. Jerzego i w takiej samej kolorystyce pojawiła się po obu stronach w bitwie pod Grunwaldem. Przesunięcie krzyża było wówczas modne, o czym świadczą również chorągwie krzyżackie (zob. Banderia Prutenorum).  
Najstarszy znany kolorowy wizerunek Dannebrog znajduje się w Herbarzu Geldrii datowanym na ok. 1340–1370, gdzie ma kształt kwadratowy. Można ją też dostrzec, z centralnym krzyżem, na pieczęci Eryka Pomorskiego jako króla unii kalmarskiej z 1398 r. Przesunięty krzyż nie był regułą. Jeszcze do XVIII wieku używano krzyża centralnego, często na fladze kwadratowej. Przez cały czas Dannebrog był używany w najróżniejszych wariantach, czasem z krzyżem skandynawskim, czasem z krzyżem pośrodku (jak w fladze Szwajcarii), czasem na prostokątnej, a czasem kwadratowej fladze.
Oficjalnie po raz pierwszy Dannebrog wyznaczono jako symbol duńskiej marynarki wojennej w 1625 roku (w kształcie jaskółczego ogona), w 1748 roku dla statków handlowych (najprawdopodobniej prostokątny), a w 1854 roku stał się oficjalnie flagą narodową Danii (wersja z krzyżem skandynawskim).
W XIX wieku duński sztandar, nazywany Dannebrog (z fryzyjskiego dan = "czerwony" + z dolnoniemieckiego brog = "tkanina, płótno") był popularny również w innych krajach Skandynawii i stał się wzorem dla flag: Finlandii, Islandii, Norwegii i Szwecji, a także Wysp Owczych, Wysp Alandzkich i Szetlandów (zob. krzyż skandynawski).
Flaga posiada różne wersje, a ich używanie jest ściśle regulowane prawem. Duńczycy w sposób szczególny przywiązani są do swego symbolu, który towarzyszy im w czasie różnych świąt i uroczystości prywatnych (np. Boże Narodzenie, urodziny).

## Konstrukcja i wymiary
1 maja 1893 zostały ustalone maksymalne proporcje flagi jako 28:37, ale nie odwołano ani nie zastąpiono proporcji 28:34 ustalonych 11 lipca 1748.
Proporcje flagi Danii wynoszą więc 12:4:18-21 w poziomie i 12:4:12 w pionie.

Zwymiarowana flaga Danii